# Cykl językowy
Cykl językowy – łańcuch języków, grup lub rodzin językowych.
Luźny zespół języków wytworzony wskutek bezpośrednich kontaktów między nimi. W miejscach najmocniejszych kontaktów wytwarzają się pasy przejściowe, na których to terenach języki wykazują cechy pochodzące z obu grup.
Charakterystyczną cechą cykli jest występowanie kolejnych przejściowych „ogniw” wraz z przemieszczaniem się naprzód na geograficznej mapie języków. Grupy językowe występujące w środku cykli stanowią grupy pośrednie pomiędzy dwoma sąsiednimi zespołami języków.

## Przykłady cykli językowych
- Północna Eurazja i Ameryka Północna: Języki indoeuropejskie > Języki uralskie > Język jukagirski – Języki paleoazjatyckie > Języki eskimo-aleuckie
- Afryka: Języki khoisan > Języki nigero-kongijskie > Języki nilo-saharyjskie > Języki afroazjatyckie